# Station Saint-Lothain
Station Saint-Lothain is een spoorwegstation in de Franse gemeente Saint-Lothain.